# Volujac (Užice)
Volujac (Servisch cyrillisch Волујац) is een plaats in de Servische gemeente Užice. De plaats telt 1094 inwoners (2002).